# Geometry & Topology
Geometry & Topology — рецензируемый математический журнал, посвященный геометрии и топологии и их приложениям.
Базируется в университете Уорика, Великобритания.
Издаётся некоммерческим академическим издательством Mathematical Sciences Publishers.
В настоящее время, для онлайн-подписка требуется для просмотра полного текста статей в последних трёх томах; статьи старше, находятся в открытом доступе, и загружаются в arXiv.
В традиционном бумажном варианте, журнал публикуется раз в год.

## История
Журнал был основан в 1997 году группой топологов, которые были недовольны значительным увеличением цен на научные журналы крупными издательскими корпорациями.
Целью было создание качественного журнала, способного конкурировать с существующими журналами, но с существенно меньшей ценой.
Эта цель была достигнута.
В первые десять лет существования журнал предоставлял открытый доступ к статьям и был бесплатным для индивидуальных пользователей, учреждения были обязаны платить скромную плату за подписку на онлайн доступ и для печатных томов.